# Yashkuk-Yaz-Gletscher
Der Yashkuk-Yaz-Gletscher befindet sich im westlichen Karakorum im pakistanischen Sonderterritorium Gilgit-Baltistan.
Der Yashkuk-Yaz-Gletscher hat eine Länge von 25 km. Der Gletscher strömt nördlich der Berge Kampire Dior (7142 m) und Pamri Sar (7016 m) in nördlicher Richtung durch die Lupghar-Gruppe. Der Kukijerab-Gletscher mündet rechtsseitig in den Gletscher. Der Yashkuk-Yaz-Gletscher erreicht schließlich den Flusslauf des Chapursan, der in östlicher Richtung fließt.